# Gastón Rodríguez Maeso
Gastón Rodríguez Maeso (Montevideo, Uruguay, 23 de marzo de 1992) es un futbolista uruguayo que juega como delantero. Actualmente está en Guabirá de la Primera División de Bolivia.
Es hermano del también futbolista Maximiliano Rodríguez Maeso.

## Trayectoria

### Inicios
Comenzó a jugar al baby fútbol en el club 3 de abril, de Paso de la Arena. Logró ser campeón de la liga local y luego campeón de campeones en otra oportunidad. Sobre esos días, recordó:

«Lo que me queda más grabado es que el club siempre fue humilde y siempre trabajó para los niños. Me acuerdo que cuando salimos Campeones de Liga y Campeón de Campeones, jugando la final en la cancha del Maeso, éramos un cuadro de chicos muy humildes y el técnico nuestro, Álvaro Poti nos dijo: “todos ellos tienen championes más caros que los de ustedes, pero van a ganar ustedes porque juegan mejor”.»

Pasó a Danubio para comenzar en las divisiones formativas. Pero a los 15 años se unió a las juveniles de Montevideo Wanderers, donde se encontraba su hermano mayor.

### Montevideo Wanderers
Fue ascendido por el técnico Daniel Carreño a la Primera de Wanderers y realizó la pretemporada en julio de 2011.
El 10 de septiembre de 2011 debutó como profesional en el primer equipo de Montevideo Wanderers, ingresó al minuto 64 para enfrentar a Cerro, el partido terminó 1 a 0 en contra a los bohemios. Debutó con 19 años y 171 días, estuvo en cancha con Maxi Rodríguez, su hermano mayor.
En su tercer partido, el 24 de septiembre, ingresó al minuto 63 por Guzmán Pereira para jugar contra El Tanque Sisley, 3 minutos en cancha le bastaron para anotar su primer gol oficial, pero perdieron 3 a 2. Luego, al siguiente encuentro, fue titular por primera vez, jugaron contra Fénix, anotó un gol y empataron 3 a 3.
Gastón jugó 10 veces en el Torneo Apertura, de las cueles fue titular en 3 oportunidades y anotó 3 goles.
En febrero de 2012, fue convocado para jugar el Torneo de Viareggio con un combinado juvenil de Wanderers. Debutó en el torneo amistoso internacional el 6 de febrero, contra Geonoa, pero perdieron 1 a 0. Luego se enfrentaron a Poggibonsi, Gastón anotó un gol pero perdieron 2 a 1. Finalmente, el último partido del grupo fue contra New York, al que si pudieron ganarle por 4 goles a 2, con un triplete de Rodríguez. Wanderers no pudo pasar a la siguiente ronda y fueron eliminados.
Regresó a Uruguay para disputar el Torneo Clausura del 2012, pero no fue la primera opción del nuevo técnico, Alfredo Arias. El 11 de marzo, jugó su primer clásico contra River Plate, jugó los minutos finales y empataron 2 a 2. Disputó un total de 156 minutos en 7 partidos, todos como suplente.
Finalizó su primera temporada, la 2011/12 en la máxima categoría con 17 partidos y 3 goles anotados.
En el Torneo Apertura del 2012, Gastón comenzó como titular en la fecha 1, en la que derrotaron a Cerro Largo por 3 a 2. Pero volvió a estar en un segundo plano para el entrenador. En su segundo clásico, contra River Plate, anotó su primer gol de la temporada y ganaron 3 a 1. Jugó 9 partidos y estuvo como titular en 3 oportunidades, totalizó 232 minutos en cancha.
Para el Torneo Clausura en el 2013, tuvo más minutos, jugó 12 partidos, 5 de titular y anotó un gol. Su hermano, fue fichado por Grêmio al final de la temporada, por lo que dejó el club.
En su segunda temporada, jugó 21 partidos, anotó 2 goles y brindó 5 asistencias. Wanderers quedó en la sexta posición de la tabla anual, por lo que clasificaron a la Copa Sudamericana.
El primer partido de la temporada 2013/14, fue el partido de ida de la primera ronda de la Copa Sudamericana 2013, el 1 de agosto en el Gran Parque Central contra Libertad ante más de 3.000 espectadores, fue titular, al minuto 8 brindó un centro que cabeceó su compañero Federico Rodríguez y convirtió en gol, pero luego el rival revirtió el marcador y ganaron 2 a 1. En la revancha, empataron sin goles por lo que Wanderers fue eliminado por un global de 2 a 1.
Se consolidó en el equipo como titular y mostró su mejor nivel, en el Torneo Apertura anotó 6 goles en 15 partidos.
Para el Torneo Clausura de 2014, volvió a ser decisivo ya que marcó 5 goles en 14 encuentros. Además Wanderers quedó en primer lugar del torneo y también fue el que más puntos sumó en la temporada, por lo que clasificaron a la Copa Libertadores.
Debido a que Danubio se había coronado campeón del Torneo Apertura, jugaron una serie de partidos para decidir al campeón uruguayo. En el primero, ganó Danubio por 3 a 0. Luego jugaron una final ida y vuelta, primero empataron sin goles. En el partido final, empataron 2 a 2 luego de 120 minutos de juego por una prórroga, fueron a penales, Gastón falló el suyo y ganó Danubio por 3 a 2. Jugó 34 partidos en la temporada 2013/14, anotó 11 goles y brindó 9 asistencias.
En el Torneo Apertura del 2014, disputó 13 partidos y anotó 4 goles.
A nivel internacional, volvió a jugar el 17 de febrero de 2015, en la fecha 1 de la fase de grupos por la Copa Libertadores 2015, se enfrentó a Zamora, cuando se terminaba el primer tiempo Gastón anotó su primer gol internacional y finalmente ganaron 3 a 2. Luego jugó contra Boca Juniors en La Bombonera ante más de 42.000 espectadores, fue titular pero perdieron 2 a 1. Wanderers clasificó como segundo del grupo, y en octavos de final jugaron contra Racing de Avellaneda, pero quedaron eliminados por un global de 3 a 2.
En el plano local, fue capitán del equipo por primera vez en la fecha 1 del Torneo Clausura 2015. El 4 de abril, jugaron contra Nacional, Gastón ingresó al minuto 76 y al minuto 89 anotó el 2 a 0 final.
Concluyó la temporada 2014/15, con 24 partidos jugados y 7 goles convertidos en el campeonato uruguayo, además de 7 presencias en la Copa Libertadores con 2 goles anotados.
Comenzó el Torneo Apertura del 2015, con un gol frente a Liverpool en la fecha 1, pero empataron 1 a 1. El 5 de septiembre jugó el clásico contra River Plate, anotó un gol y ganaron 5 a 1. Jugó 13 partidos, de los cuales fue titular en 11 y anotó 3 goles.
El 6 de febrero de 2016, comenzó el Torneo Clausura, se enfrentaron a Liverpool y Gastón anotó un triplete por primera vez en Primera División, finalmente ganaron 4 a 1.
Wanderers tuvo un buen Clausura, finalizaron en la cuarta posición y clasificaron a la Copa Sudamericana 2016. Rodríguez fue el goleador del Torneo Clausura 2016, y del Campeonato Uruguayo 2015/16.
Luego de 5 temporadas en el club bohemio, fue tasado en 3 millones de dólares.

### Peñarol
El 25 de agosto de 2016 por la noche el jugador acordó su incorporación a Peñarol. El fichaje se confirmó mediante la cuenta de Twitter de su hermano Maximiliano Rodríguez y su propia cuenta. El 26 de agosto por la mañana el club oficializó la nueva incorporación, firmó contrato por tres años y medio.
Debutó con Peñarol el 3 de septiembre, fue titular en la fecha 2 del Campeonato Uruguayo 2016, jugaron contra Fénix en el Campeón del Siglo y ganaron 2 a 0.

### Liga de Quito
El 13 de febrero de 2018 fue confirmado su préstamo al equipo ecuatoriano para jugar la temporada 2018.
El 26 de febrero del 2018, debuta con Liga ante el Guayaquil City FC, donde además gracias a un pase de Hernan Barcos marca su primer gol con el club ecuatoriano.
Durante su estadía en la Liga fue suplente, separado del primer equipo por decisión técnica por actos de indisciplina. Abandono el plantel previo a las dos finales.

### Retorno a Peñarol
En diciembre de 2018 se confirma que Liga de Quito no haría uso de su opción a compra, por lo tanto regresaría a Peñarol. Fue una incógnita su continuación en el carbonero, hasta que, en víspera de Navidad, el entrenador Diego López afirma que lo tendrá en cuenta para la temporada 2019.

### Deportivo Cali
Para el año 2020 rescinde contrato con Peñarol y queda libre, en el mes de junio es contratado por el Deportivo Cali, firmando un contrato de 2 años a las órdenes del técnico Alfredo Arias.
Tras la destitución del director técnico del Deportivo Cali Alfredo Arias y la llegada de Rafael Dudamel, no es tenido en cuenta en el proyecto de Dudamel y el 30 de diciembre de 2021 rescinde contrato con el club quedando libre.

### Atenas
Para enero del 2022 regresa a Uruguay en dónde es contratado por el Atenas firmando hasta el 31 de diciembre del presente año.

### Liverpool F. C.
A mitad del 2022 rescinde contrato con Atenas y ficha por el club Liverpool Fútbol Club en donde se mantiene hasta fin de año.

### Blooming
El 27 de enero de 2023 se hace oficial su fichaje por Blooming de la Primera División de Bolivia, debutando oficialmente el 6 de febrero en el empate 1-1 ante Jorge Wilstermann.

### Cobreloa
El 31 de diciembre de 2023 es anunciado como nuevo jugador de Cobreloa de la Primera División de Chile con vistas a la temporada 2024.

## Estadísticas
Actualizado al último partido disputado el 27 de mayo de 2023: Vaca Diez 2 - 1 Blooming .

| Club | Div.          | Temporada     | Liga  | Liga  | Liga   | Copas nacionales(1) | Copas nacionales(1) | Copas nacionales(1) | Torneos internacionales(2) | Torneos internacionales(2) | Torneos internacionales(2) | Total | Total | Total  | Total |
| Club | Div.          | Temporada     | Part. | Goles | Asist. | Part.               | Goles               | Asist.              | Part.                      | Goles                      | Asist.                     | Part. | Goles | Asist. | Prom. |
| --- | ------------- | ------------- | ----- | ----- | ------ | ------------------- | ------------------- | ------------------- | -------------------------- | -------------------------- | -------------------------- | ----- | ----- | ------ | ----- |
| Wanderers · Uruguay | 1ª            | 2011-12       | 17    | 3     | 2      | -                   | -                   | -                   | -                          | -                          | -                          | 17    | 3     | 2      | 0.29  |
| Wanderers · Uruguay | 1ª            | 2012-13       | 21    | 2     | 5      | -                   | -                   | -                   | -                          | -                          | -                          | 21    | 2     | 5      | 0.33  |
| Wanderers · Uruguay | 1ª            | 2013-14       | 32    | 11    | 7      | -                   | -                   | -                   | 2                          | 0                          | 1                          | 34    | 11    | 8      | 0.56  |
| Wanderers · Uruguay | 1ª            | 2014-15       | 24    | 7     | 2      | -                   | -                   | -                   | 7                          | 2                          | 1                          | 31    | 9     | 3      | 0.39  |
| Wanderers · Uruguay | 1ª            | 2015-16       | 27    | 19    | 9      | -                   | -                   | -                   | -                          | -                          | -                          | 27    | 19    | 9      | 1.04  |
| Wanderers · Uruguay | Total club    | Total club    | 121   | 42    | 25     | 0                   | 0                   | 0                   | 9                          | 2                          | 2                          | 130   | 44    | 27     | 0.55  |
| Peñarol · Uruguay | 1ª            | 2016          | 10    | 2     | 0      | -                   | -                   | -                   | -                          | -                          | -                          | 10    | 2     | 0      | 0.2   |
| Peñarol · Uruguay | 1ª            | 2017          | 24    | 1     | 6      | -                   | -                   | -                   | 5                          | 4                          | 1                          | 29    | 5     | 7      | 0.41  |
| Peñarol · Uruguay | 1ª            | 2019          | 22    | 4     | 2      | 1                   | 0                   | 0                   | 6                          | 2                          | 0                          | 29    | 6     | 2      | 0.21  |
| Peñarol · Uruguay | Total club    | Total club    | 56    | 7     | 8      | 1                   | 0                   | 0                   | 11                         | 6                          | 1                          | 68    | 13    | 9      | 0.32  |
| Liga de Quito · Ecuador | 1ª            | 2018          | 38    | 6     | 6      | -                   | -                   | -                   | 6                          | 1                          | 1                          | 44    | 7     | 7      | 0.32  |
| Liga de Quito · Ecuador | Total club    | Total club    | 38    | 6     | 6      | 0                   | 0                   | 0                   | 6                          | 1                          | 1                          | 44    | 7     | 7      | 0.32  |
| Avaí · Brasil | 2ª            | 2020          | 22    | 5     | 0      | 5                   | 1                   | 0                   | 0                          | 0                          | 0                          | 27    | 6     | 0      | 0.22  |
| Avaí · Brasil | Total club    | Total club    | 22    | 5     | 0      | 5                   | 1                   | 0                   | 0                          | 0                          | 0                          | 27    | 6     | 0      | 0.22  |
| Deportivo Cali · Colombia | 1ª            | 2021          | 17    | 6     | 0      | 3                   | 2                   | 1                   | 2                          | 0                          | 0                          | 22    | 8     | 1      | 0.41  |
| Deportivo Cali · Colombia | Total club    | Total club    | 17    | 6     | 0      | 3                   | 2                   | 1                   | 2                          | 0                          | 0                          | 22    | 8     | 1      | 0.41  |
| Atenas · Uruguay | 2ª            | 2022          | 12    | 0     | 0      | -                   | -                   | -                   | -                          | -                          | -                          | 12    | 0     | 0      | 0     |
| Atenas · Uruguay | Total club    | Total club    | 12    | 0     | 0      | 0                   | 0                   | 0                   | 0                          | 0                          | 0                          | 12    | 0     | 0      | 0     |
| Liverpool · Uruguay | 1ª            | 2022          | 13    | 3     | 0      | 2                   | 1                   | 0                   | -                          | -                          | -                          | 15    | 4     | 0      | 0.27  |
| Liverpool · Uruguay | Total club    | Total club    | 13    | 3     | 0      | 2                   | 1                   | 0                   | 0                          | 0                          | 0                          | 15    | 4     | 0      | 0.27  |
| Blooming · Bolivia | 1ª            | 2023          | 16    | 9     | 0      | 1                   | 1                   | 0                   | 1                          | 2                          | 1                          | 7     | 5     | 1      | 0.71  |
| Blooming · Bolivia | Total club    | Total club    | 16    | 9     | 0      | 1                   | 1                   | 0                   | 1                          | 2                          | 1                          | 7     | 5     | 1      | 0.71  |
| Total carrera | Total carrera | Total carrera | 295   | 78    | 39     | 12                  | 5                   | 1                   | 29                         | 11                         | 5                          | 325   | 87    | 45     | 0.27  |
| (1)Incluidos los datos de la Supercopa Uruguaya (2019) (2)Incluidos los datos de la Copa Sudamericana (2013, 2018, 2021) y Copa Libertadores (2015, 2017, 2019) |               |               |       |       |        |                     |                     |                     |                            |                            |                            |       |       |        |       |

### Tripletes
| 1 | Liverpool | 1:4 (0:2) | 6 de febrero de 2016 | Belvedere, Montevideo              | Torneo Clausura 2016 | 31', 43', 53' (pen.) | 1 |
| 2 | Danubio   | 1:4 (0:1) | 28 de mayo de 2016   | Jardines del Hipódromo, Montevideo | Torneo Clausura 2016 | 35', 68', 78'        | 2 |

## Palmarés

### Campeonatos nacionales
| Título              | Club          | País    | Año  |
| ------------------- | ------------- | ------- | ---- |
| Campeonato Uruguayo | Peñarol       | Uruguay | 2017 |
| Serie A de Ecuador  | Liga de Quito | Ecuador | 2018 |

### Torneos nacionales
| Título              | Club                 | País    | Año  |
| ------------------- | -------------------- | ------- | ---- |
| Torneo Clausura (1) | Montevideo Wanderers | Uruguay | 2014 |
| Torneo Clausura (2) | Peñarol              | Uruguay | 2017 |
| Supercopa Uruguaya  | Peñarol              | Uruguay | 2018 |
| Torneo Apertura     | Peñarol              | Uruguay | 2019 |

### Títulos Amistosos
| Título                   | Club    | País           | Año  |
| ------------------------ | ------- | -------------- | ---- |
| Copa Gigantes de América | Peñarol | Estados Unidos | 2019 |

### Distinciones individuales
| Distinción                                                          | Año  |
| ------------------------------------------------------------------- | ---- |
| Mejor jugador de la etapa del Torneo Clausura - Fecha 1             | 2016 |
| El tapado de la fecha (1) del Torneo Clausura para Referí           | 2016 |
| Jugador Yumbo del partido Wanderers - Cerro en el Torneo Clausura   | 2016 |
| Jugador Yumbo del partido Wanderers - Peñarol en el Torneo Clausura | 2016 |
| Máximo goleador del Torneo Clausura (16 goles)                      | 2016 |
| Máximo goleador del Campeonato Uruguayo (19 goles)                  | 2016 |
| Mejor jugador del Campeonato Uruguayo para Ovación                  | 2016 |
| Mejor delantero del Campeonato Uruguayo para Referí                 | 2016 |
| Mejor jugador del Campeonato Uruguayo para Referí                   | 2016 |
| Parte del equipo ideal del Campeonato Uruguayo para Referí          | 2016 |